# Хребтовая (станция)
Хребто́вая — узловая станция Тайшетского региона Восточно-Сибирской железной дороги на Байкало-Амурской магистрали (573 километр).
Находится в посёлка городского типа Хребтовая Нижнеилимского района Иркутской области.

## Дальнее сообщение по станции
По состоянию на июнь 2017 года через станцию проходят следующие поезда дальнего следования:

### Круглогодичное движение поездов
| № поезда | Маршрут движения             | № поезда | Маршрут движения             |
| -------- | ---------------------------- | -------- | ---------------------------- |
| 71       | Северобайкальск — Улан-Удэ   | 72       | Улан-Удэ — Северобайкальск   |
| 87       | Усть-Илимск — Иркутск        | 88       | Иркутск — Усть-Илимск        |
| 347      | Северобайкальск — Красноярск | 348      | Красноярск — Северобайкальск |

### Сезонное движение поездов
| № поезда | Маршрут движения        | № поезда | Маршрут движения        |
| -------- | ----------------------- | -------- | ----------------------- |
| 229      | Северобайкальск — Анапа | 230      | Анапа — Северобайкальск |
| 235      | Тында — Анапа           | 236      | Анапа — Тында           |
| 273      | Северобайкальск — Адлер | 274      | Адлер — Северобайкальск |

## Пригородное сообщение по станции
| № поезда  | Маршрут движения                  | № поезда  | Маршрут движения                  |
| --------- | --------------------------------- | --------- | --------------------------------- |
| 6565/6563 | Усть-Илимск — Коршуниха-Ангарская | 6564/6566 | Коршуниха-Ангарская — Усть-Илимск |
| 6569/6567 | Усть-Илимск — Коршуниха-Ангарская | 6568/6570 | Коршуниха-Ангарская — Усть-Илимск |
| 6047/6063 | Лена — Коршуниха-Ангарская        | 6064      | Коршуниха-Ангарская — Лена        |